# Mizra
Mizra (hebr. מזרע; ang. Mizra; dosłownie Ziarno) – kibuc położony w Samorządzie Regionu Emek Jizre’el, w Dystrykcie Północnym, w Izraelu. Członek Ruchu Kibuców (Ha-Tenu’a ha-Kibbucit).

## Położenie
Kibuc położony jest na wysokości 103 m n.p.m. w północno-wschodniej części intensywnie użytkowanej rolniczo Doliny Jezreel w Dolnej Galilei, na północy Izraela. W odległości 2 km na północ od osady wznoszą się stoki masywu górskiego Hare Nacerat, który ciągnie się na północny wschód w kierunku do miasta Nazaret. Ze zboczy spływa strumień Mizra, przepływający na północny zachód od kibucu. Na wschód i południe od kibucu przepływa strumień Adaszim. W odległości 4 km na południowym wschodzie znajduje się masyw góry Giwat ha-More (515 m n.p.m.). W jego otoczeniu znajduje się miasta Afula, Migdal ha-Emek i Nazaret, miasteczko Jafa an-Naserije, kibuce Sarid i Ginnegar, moszawy Ha-Jogew, Kefar Baruch, Tel Adaszim i Kefar Gidon.
Mizra jest położona w Samorządzie Regionu Emek Jizre’el, w Poddystrykcie Jezreel, w Dystrykcie Północnym Izraela.

## Historia

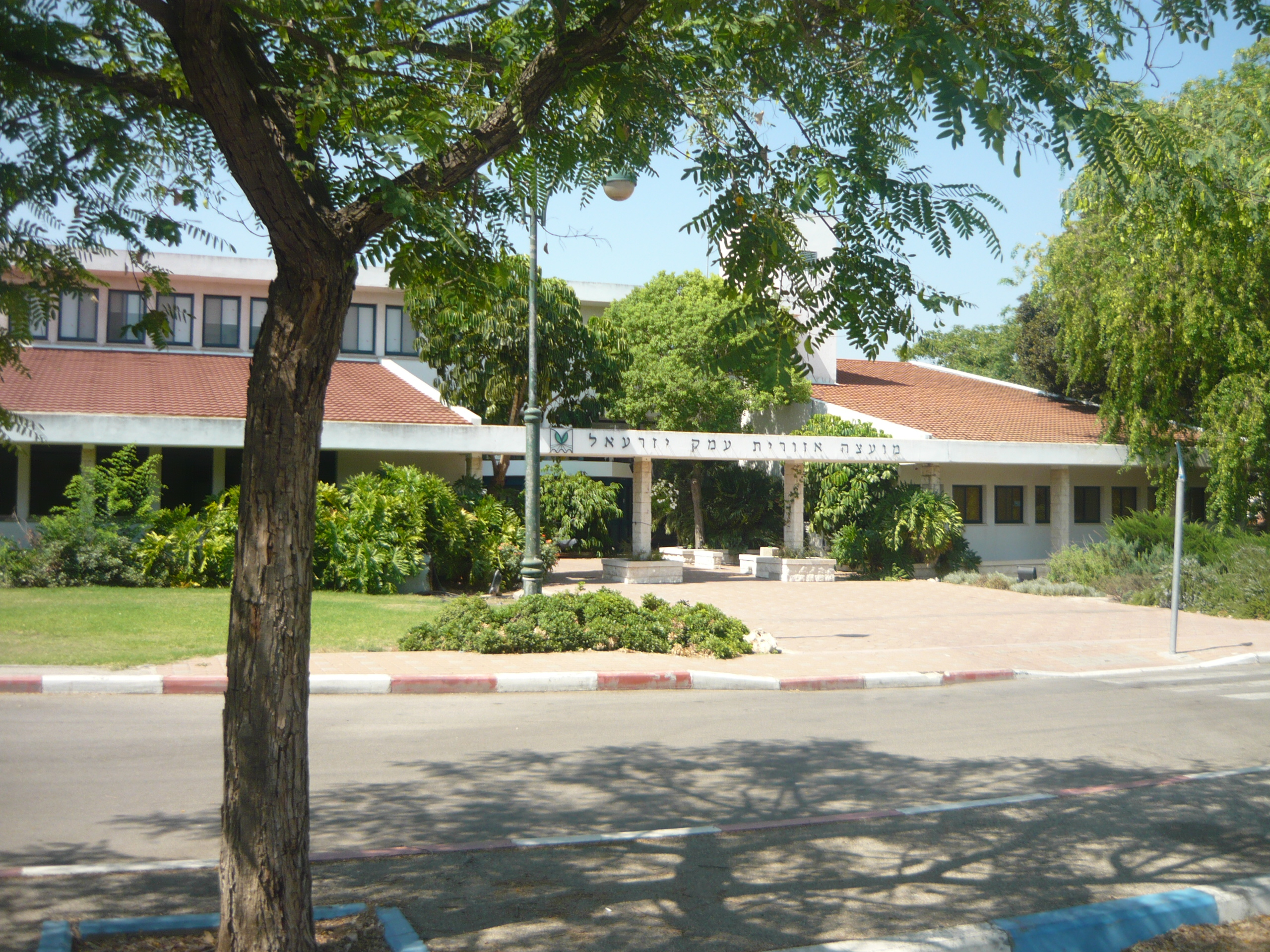
Budynki administracji Samorządu Regionu Emek Jizre’el

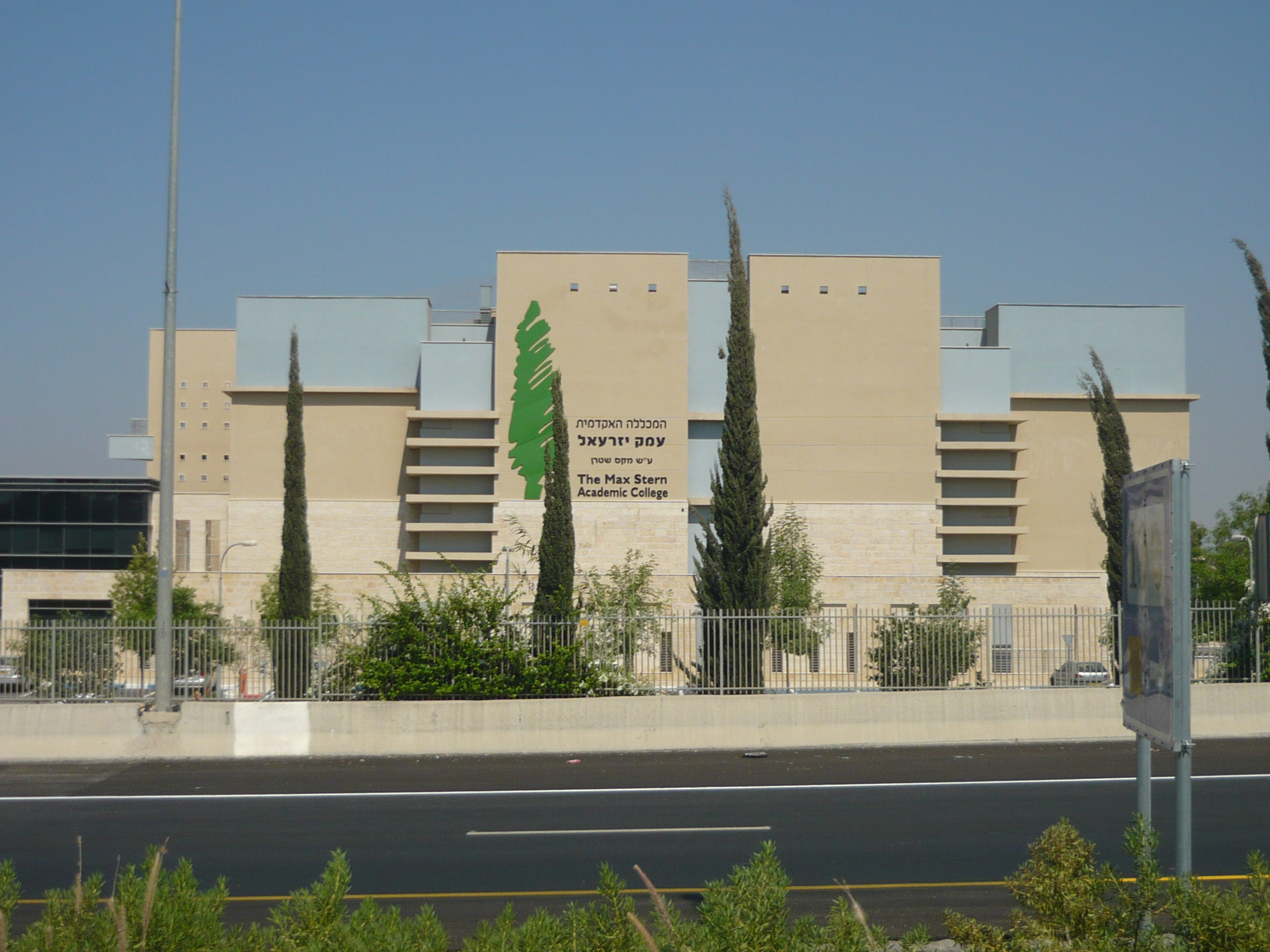
Kolegium Akademickie Doliny Jezreel

Na początku XX wieku rozpoczęło się osadnictwo żydowskie w Palestynie. Realizując plany Światowej Organizacji Syjonistycznej, różne żydowskie organizacje wykupywały od 1910 roku grunty w Dolinie Jezreel. W wyniku I wojny światowej w 1918 roku cała Palestyna przeszła pod panowanie Brytyjczyków, którzy w 1922 roku formalnie utworzyli na tym obszarze Mandat Palestyny. Umożliwiło to w kolejnych latach dalszy rozwój osadnictwa żydowskiego.
Grupa założycielska powstała w 1922 roku w Hajfie. W jej skład weszło szesnastu imigrantów z Rosji i Niemiec. W grudniu 1923 roku przyjechali oni do Emek Jizre’el i założyli kibuc Mizra. W początkowym okresie cierpiała ona na niedobór wody, którą dostarczano z pobliskiego moszawu Balfurja. W latach 30. XX wieku dołączyli do nich członkowie młodzieżowej organizacji Ha-Szomer Ha-Cair z Galicji (w ówczesnej Polsce) oraz uciekinierzy z III Rzeszy. W latach 40. XX wieku osada była jedną z baz kompanii szturmowych Palmach. W poszukiwaniu skutecznego rozwiązania narastającego konfliktu izraelsko-arabskiego w dniu 29 listopada 1947 roku została przyjęta Rezolucja Zgromadzenia Ogólnego ONZ nr 181. Zakładała ona między innymi, że kibuc Mizra miał znaleźć się w granicach nowo utworzonego państwa żydowskiego. Arabowie odrzucili tę rezolucję i dzień później doprowadzili do wybuchu wojny domowej w Mandacie Palestyny. Na samym jej początku siły Arabskiej Armii Wyzwoleńczej zajęły pobliskie wioski i sparaliżowały żydowską komunikację w regionie. Dopiero działania izraelskiej armii podjęte na początku I wojny izraelsko-arabskiej zabezpieczyły Dolinę Jezreel, stwarzając warunki do dalszego rozwoju tutejszych osiedli. W 1947 roku kibuc Mizra został podłączony do sieci wodociągowej. Bardzo szybko stał się on wiodącym w kraju ośrodkiem rozwoju upraw rolnych i hodowli bydła mlecznego. W 1957 roku funkcjonowała tutaj duża rzeźnia. W latach 90. XX wieku kibuc znalazł się w kryzysie ekonomicznym, co wymusiło na jego mieszkańcach przeprowadzenie częściowej prywatyzacji.

### Nazwa
Nazwa kibucu jest tłumaczona na język polski jako ziarno lub nasienie. Wywodzi się ona od pobliskiego strumienia o tej samej nazwie – Mizra. Historyczne pochodzenie tej nazwy nie jest znane.

## Demografia
Większość mieszkańców kibucu jest Żydami, jednak nie wszyscy identyfikują się z judaizmem. Tutejsza populacja jest świecka:

## Gospodarka i infrastruktura
Gospodarka kibucu opiera się na intensywnym rolnictwie, sadownictwie i hodowli zwierząt. Uprawy obejmują pszenicę, kukurydzę, bawełnę i cytrusy. Od 1957 roku kibuc był jedynym w Izraelu hodowcą świń i producentem wieprzowiny. Firma Taamal specjalizuje się w produkcji hydraulicznych urządzeń i narzędzi ciśnieniowych. W kibucu jest przychodnia zdrowia z gabinetem stomatologicznym, centrum handlowe, pralnia, stacja benzynowa, stolarnia, warsztat elektryczny i warsztat mechaniczny.

## Transport
Z kibucu wyjeżdża się na wschód na drogę nr 71, którą jadąc na południe dojeżdża się do moszawów Kefar Gidon i Balfurja oraz dalej do miasta Afula, lub jadąc na północ dojeżdża się do moszawu Tel Adaszim i skrzyżowania z drogą nr 73 prowadzącą na zachód do kibucu Ginnegar.

## Polityka
Na północny wschód od kibucu znajduje się siedziba władz administracyjnych Samorządu Regionu Emek Jizre’el.

## Edukacja i kultura i
Kibuc utrzymuje przedszkole. W północnej części osady znajduje się kompleks szkolny Amakim Tavor. W 1965 roku na wschód od kibucu wybudowano kompleks szkolny Kolegium Akademickiego Doliny Jezreel. W tutejszym kampusie studiuje 3,5 tys. studentów. W kibucu znajduje się ośrodek kultury z biblioteką, basen kąpielowy, sala sportowa oraz boisko do piłki nożnej. Jest tu także muzeum Małe Mizra ukazujące historię osadnictwa żydowskiego w Dolinie Jezreel.

## Turystyka
Lokalna turystyka koncentruje się wokół miejscowego hotelu Nof Tavor. Natomiast w pewnej odległości na południe od kibucu jest położony rezerwat przyrody Balfurja, który chroni pozostałości naturalnych bagien Emek Jizre’el.

## Osoby związane z kibucem
- Ohad Naharin – urodzony w kibucu izraelski tancerz, choreograf i muzyk.